# Oratori de la Sagrada Família
L'Oratori de la Sagrada Família és una ermita d'Olot (Garrotxa) protegida com a Bé Cultural d'Interès Local.

## Descripció
Petita ermita de planta quadrada (3 x 3 m), teulada a dues aigües i absis insinuat a la façana de migdia. A la façana nord es pot veure un porxo amb teulat a dues aigües, fet amb pilastres de rajols i la coberta sostinguda per bigues de fusta i plaques de fibrociment i teules. Aquest guarda la porta amb arc de mig punt, tancada per una reixa de ferro. El porxo data de l'any 1929, la capella fou restaurada per dins el gener de 1954 i per fora el novembre de 1951. L'interior es conserva de la mateixa manera que fa un segle el va veure Cèsar August Torras.

## Història
Cèsar August Torras: "Oratori de la Sagrada Família, 620 m d'alçada. És una petita capelleta alçada fa pochs anys, en qual interior hi ha sols el lloch pera l'altar. Damunt d'aquest hi està representada la Sagrada Família, y als costats Sant Pere y Sant Isidre. Un reixat tanca la capella. Al celebrar-s'hi la missa, en els aplechs y festes marcades, els oyents estan a l'aire lliure y sols el celebrant resta cobert al peu de l'altar y dins l'oratori". p. 69.